# Montanha (Revolução Francesa)
Na história da Revolução Francesa, A Montanha (em francês: La Montagne) foi um grupo político de tendências revolucionárias cujos integrantes em sua maioria pertenciam a média e baixa burguesia na Convenção Nacional — denominação dada ao regime político que vigorou na França entre 20 de setembro de 1792 e 26 de outubro de 1795. Por ocuparem os bancos superiores na Assembléia Legislativa, seus integrantes eram chamados de Montanheses (em francês: les Montagnards). Por ser um grupo muito diversificado, seus líderes foram numerosos, sendo que os mais conhecidos foram Louis Antoine Léon de Saint-Just, Georges Jacques Danton e Maximilien de Robespierre.
Durante a Revolução, os deputados da Assembleia Legislativa de 1791 que ocupavam os bancos mais elevados da Assembleia — "a Montanha" — tomaram o nome de montanheses ("montagnards" em francês), enquanto os deputados dos bancos mais baixos ficaram conhecidos como "a Planície" (la Plaine) ou "o Pantâno" (le Marais). Atingiram o seu apogeu na primavera de 1793, com 300 deputados na Convenção Nacional, eleitos, na sua maioria, pelo departamento do Sena e pelas grandes cidades. Opostos à monarquia e propensos a uma democracia centralizada, os Montanheses, próximos da pequena burguesia, apoiaram-se nos sans-culottes e lutaram contra os girondinos, representantes da alta e média burguesia, a quem conseguiram destituir do poder em 02 de junho de 1793.
Também denominados de jacobinos, por frequentarem o clube radical “Sociedade dos Amigos da Constituição de 1789” que ficava no convento dos jacobinos em Paris, os Montanheses defendiam o regime político republicano e a democracia. 

## Principais representantes

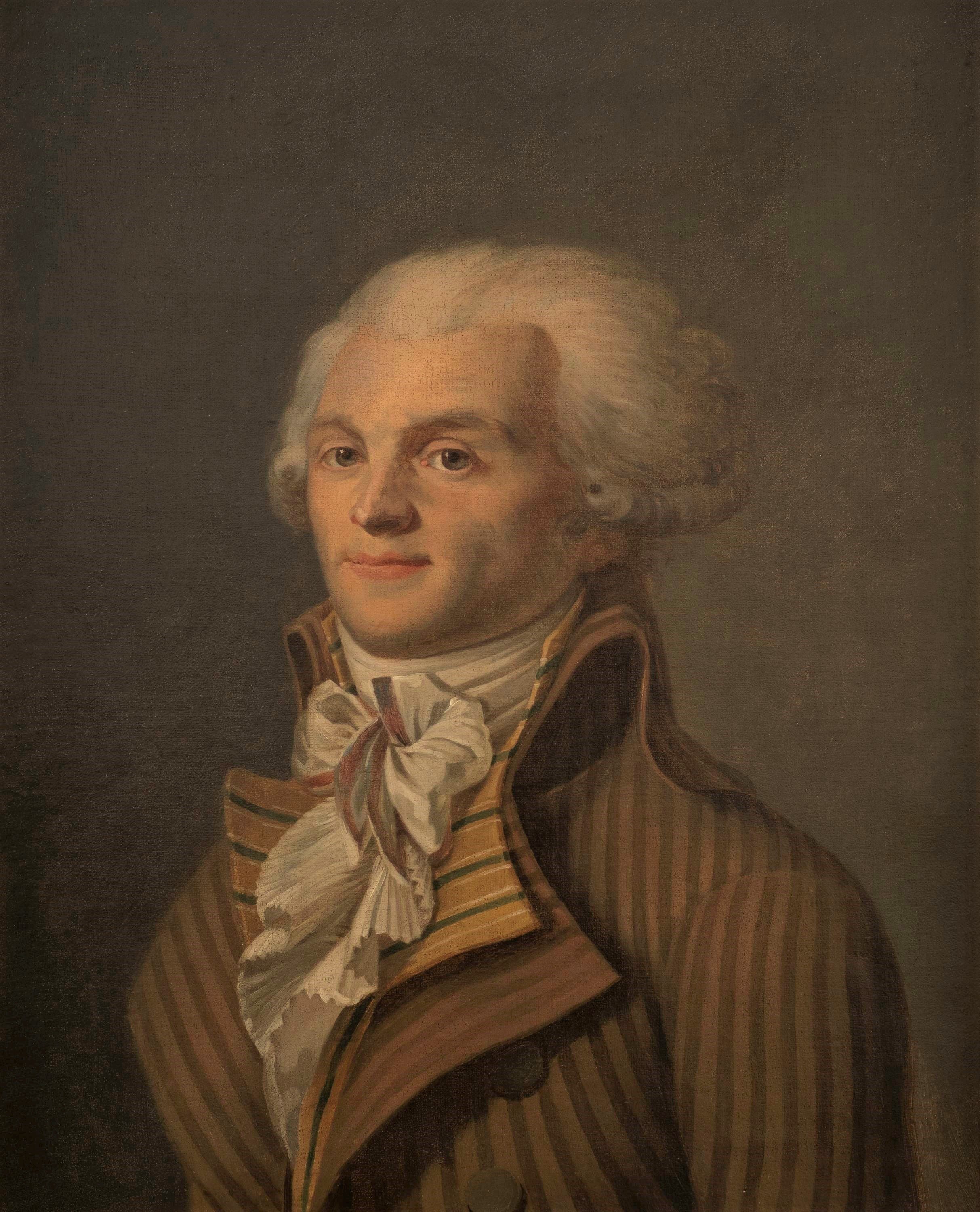
Retrato de Maximilien de Robespierre

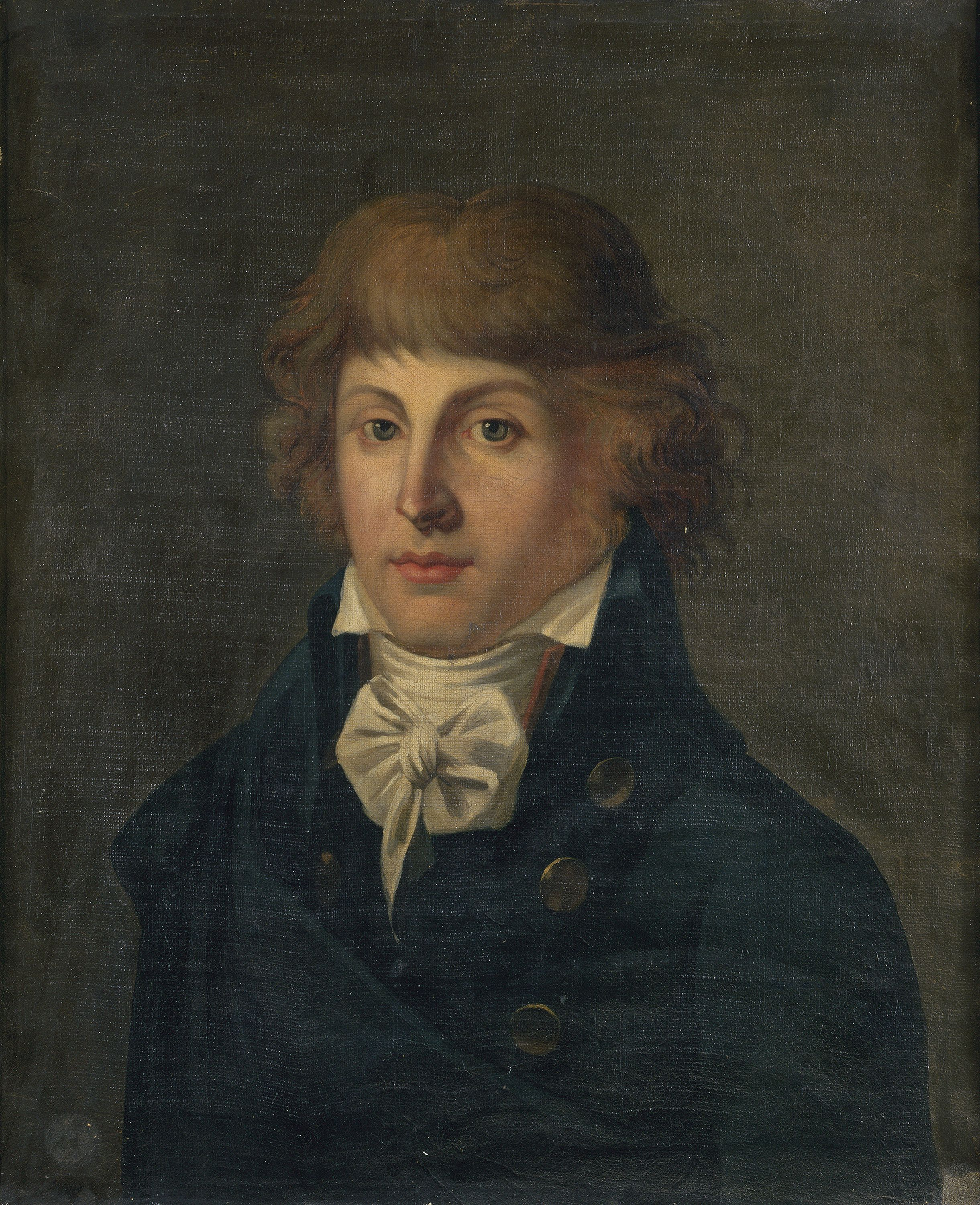
Retrato de Louis-Antoine de Saint-Just

Por ser um movimento amplo e diversificado, a Montanha não contava com uma liderança unificada. Entretanto, alguns nomes se destacaram por seus feitos políticos. É o caso de Maximilien François Marie Isidore de Robespierre, nascido em 06 de Maio de 1758, em Arras. Robespierre foi um destacado jovem advogado, representante do distrito de Arras na Assembleia Nacional e se tornou um dos principais apoiadores do governo revolucionário. Robespierre sabia das implicações dessa nova forma de governo e deixava claro que a defesa da Revolução significava um estado de guerra contra seus opositores. Os seus apoiadores chamavam-lhe de "O Incorruptível", e, durante a Convenção Nacional, ele encarnou a tendência mais radical da Revolução. 
Outro nome que teve forte relevância foi o de Louis-Antoine de Saint-Just, um aspirante a literato, que foi eleito para a convenção em 05 de Setembro de 1792, e votou pela execução do rei. Em 30 de maio de 1793 foi eleito membro do Comitê de Salvação Pública, por sua intransigência durante o período de Terror, foi apelidado "arcanjo do Terror" e "arcanjo da Revolução". Um terceiro nome de força foi o de Georges Jacques Danton nasceu em uma família da pequena burguesia, no dia 26 de outubro de 1759, em uma cidade chamada Arcis-sur-Aube, e a partir do estouro da Revolução em 1789, este jovem advogado  transformou-se em líder das massas populares de Paris. Em 1793 propôs a criação de um sistema de Comitês que exerceriam o poder executivo, ante a situação de emergência criada pelas ameaças interiores e exteriores contra o regime revolucionário. Ele mesmo chegou a presidir o mais importante, o Comitê de Salvação Pública; entretanto, três meses mais tarde, foi substituído por  Robespierre, dando início ao período de ditadura revolucionária dos montanheses.  

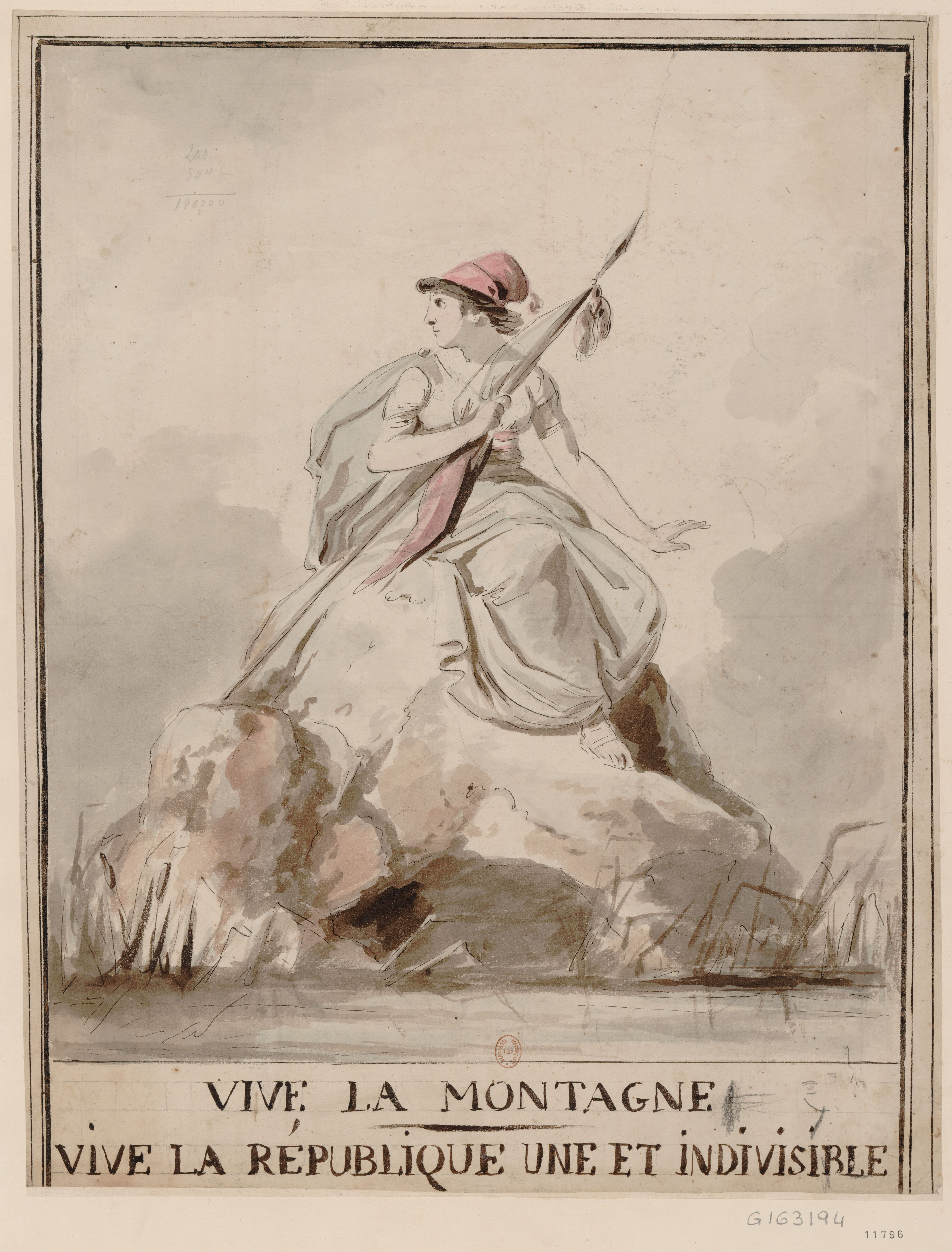
Béricourt, E. Viva a montanha; viva a única e indivisível República. Paris, Bnf.

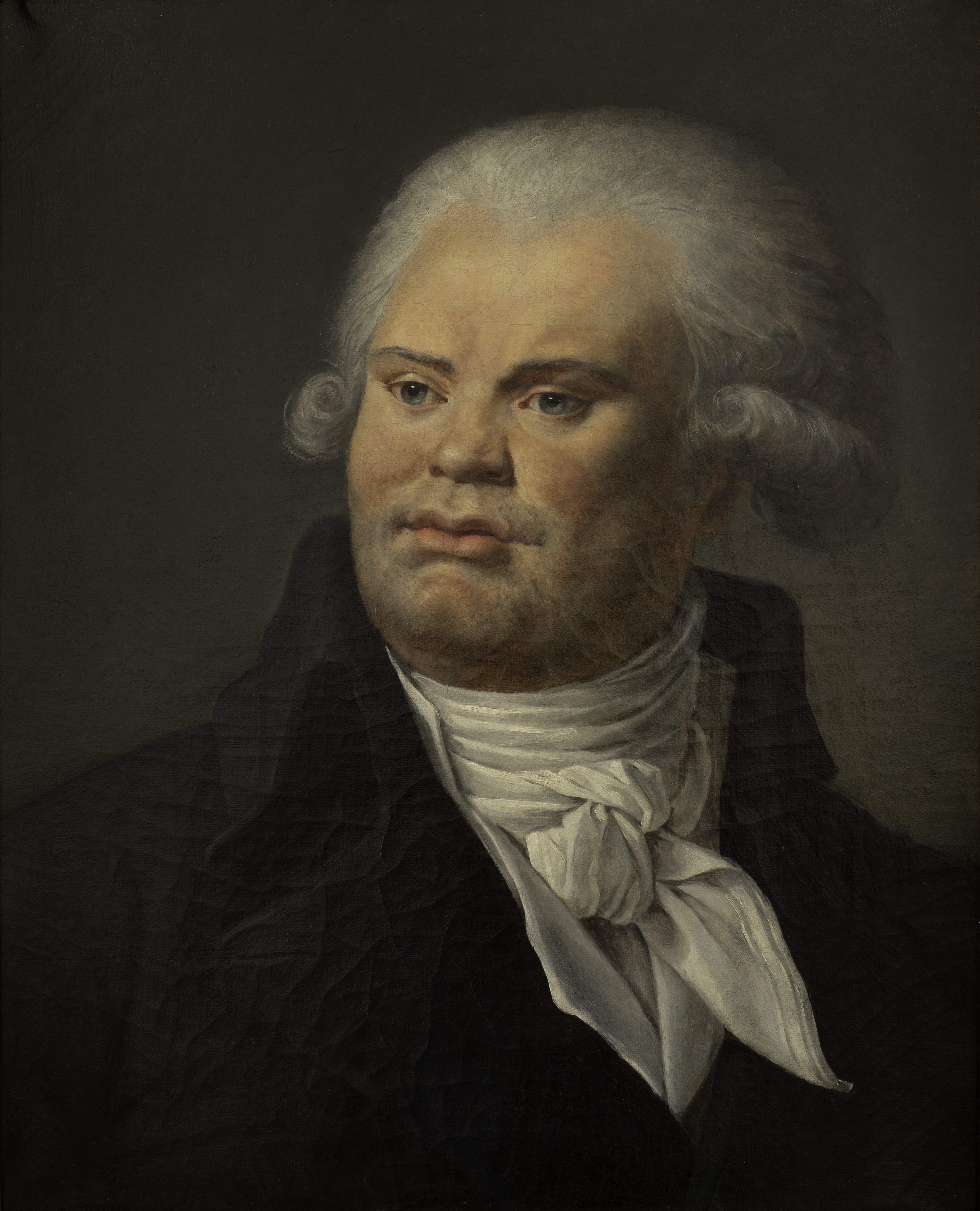
Retrato de Georges Danton

## O Governo Revolucionário
Os grupos políticos participantes da Assembleia Nacional estavam divididos entre direita, centro e esquerda: Os realistas e moderados se localizavam do lado direito na Assembleia Nacional. A Planície ou Pântano, localizava-se no centro das sessões e se caracterizou por posições políticas fluídas, apoiando ora um lado, ora outro. E na esquerda, localizava-se a Montanha, grupo mais radical que passou a apoiar a instituição de um regime republicano.  
Durante a chamada "segunda fase da Revolução Francesa" foi instaurada a Convenção Nacional também conhecida apenas como Convenção, que substituiu a Assembleia Nacional durante o período de 1792 a 1794. Havia uma disputa de interesses políticos e ideológicos entre a direita, agora apelidada de Gironda (girondinos), e a Montanha (jacobinos) com relação aos rumos da Revolução. Ambos de origem burguesa, mas divergentes em suas ideias, sendo a Gironda a porta voz da burguesia de negócios contra as demandas dos sans-culottes e dos Montanheses (que estavam mais próximos dos sans-culottes) e tinham um desejo de unir as massas populares orientando-as politicamente.

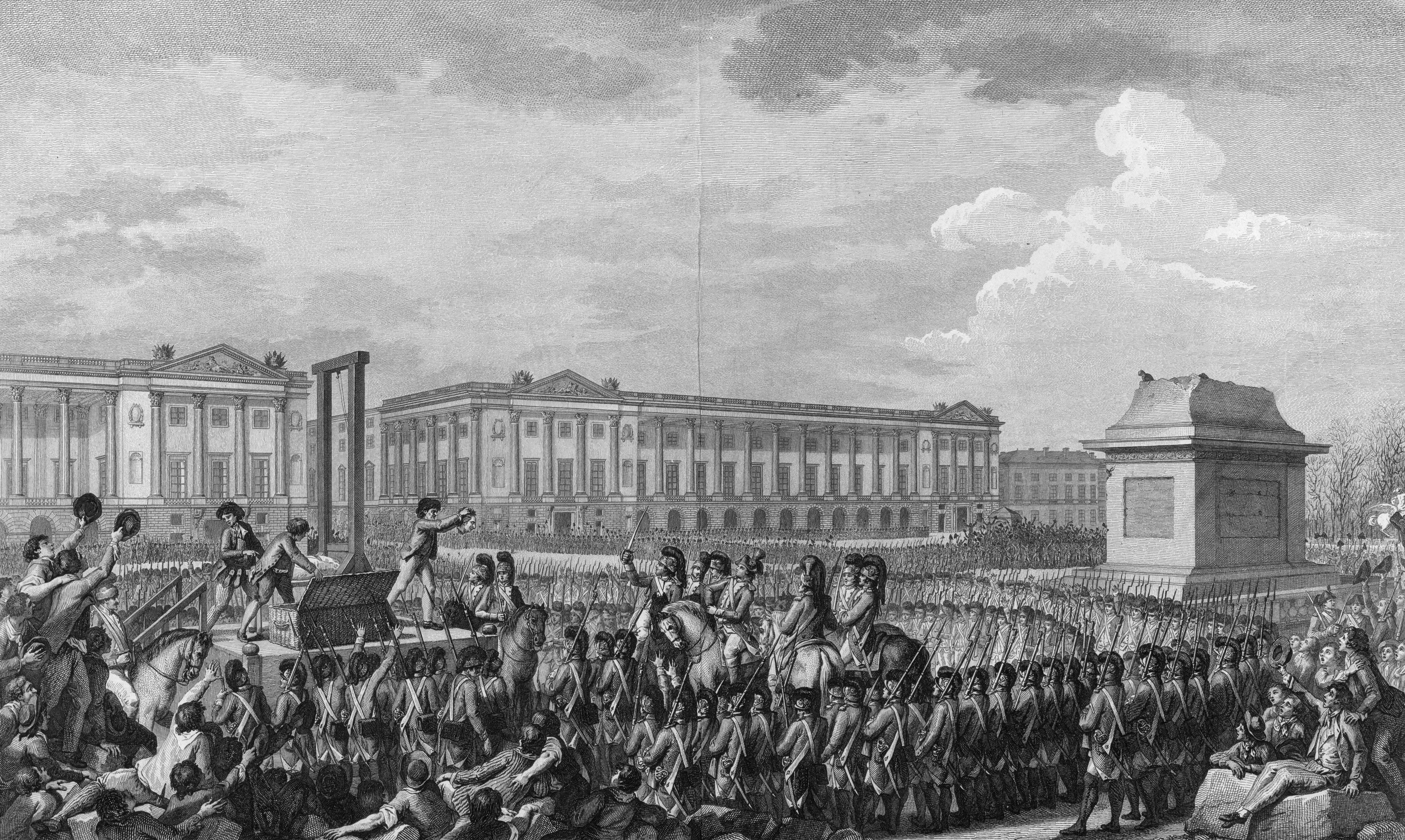
Helman, Isidore Stanislas. Dia de 21 de janeiro de 1793, a morte de Louis Capet na Praça da Revolução. Paris, Bnf.

O antagonismo entre girondinos e montanheses se agravou com as discussões que envolviam o julgamento do rei Luís XVI. Havia pressão popular para dar continuidade ao processo, levando o rei o a julgamento. Dentro da Assembleia as discussões acirradas se dividiram entre a Montanha, que exigia a pena capital e a Gironda que optava por uma pena menos sumária. Dos 718 deputados, a Montanha conseguiu 387 votos e o rei foi executado em 21 de janeiro de 1793. Após a execução de Luís XVI, o sentimento anti-monárquico entre os Sans-Culottes de Paris prevaleceu, contrariando as intenções girondinas de compromisso com a aristocraciao. Impulsionados pelo apoio populares, os jacobinos acusaram os girondinos de traição à Revolução pela tentativa de defesa da vida do rei e os expulsaram da Assembleia Nacional. Após combater seus adversários políticos, a Montanha se apropriou do poder e passou a controlar a Convenção.
Com a queda dos girondinos, a guerra civil se espalhou pelo país. Para conter as revoltas criou-se o Tribunal Revolucionário, uma rede de vigilância nas cidades e aldeias (Comitê de Segurança Geral) e um Comitê de Salvação Pública. Os líderes e apoiadores da Gironda foram perseguidos e condenados, surgiu então, na França, um período de forte repressão política conhecido como Grande Terror, o auge do poder Jacobino; esse período serviu para consolidar o poder desse partido e para tomar as medidas mais radicais e difíceis em prol da revolução.
A organização desse governo revolucionário — julho a dezembro de 1793 — era feita na Convenção pelos montanheses e seu poder executivo era o Comitê de Salvação Pública (que ocupava uma posição central na organização revolucionária).Os sans-culottes permaneceram no centro do dinamismo revolucionário e contribuíram com o governo revolucionário até o fim de 1793.
Os jacobinos, a princípio, não eram um grupo com ideias homogêneas sendo compostos por políticos monárquicos, republicanos moderados e democratas radicais. As ideias dos jacobinos passaram a ser mais radicais durante a Convenção e a política do Terror. No inverno de 1793, os Montanheses dividiram-se entre os partidários da democracia direta e da descristianização (Hebertistas), os defensores do desmonte gradual da política do Terror (indulgentes, liderados por Georges Danton) e os robespierristas que apoiavam a continuidade da política de salvação pública e de repressão aos contra-revolucionários .

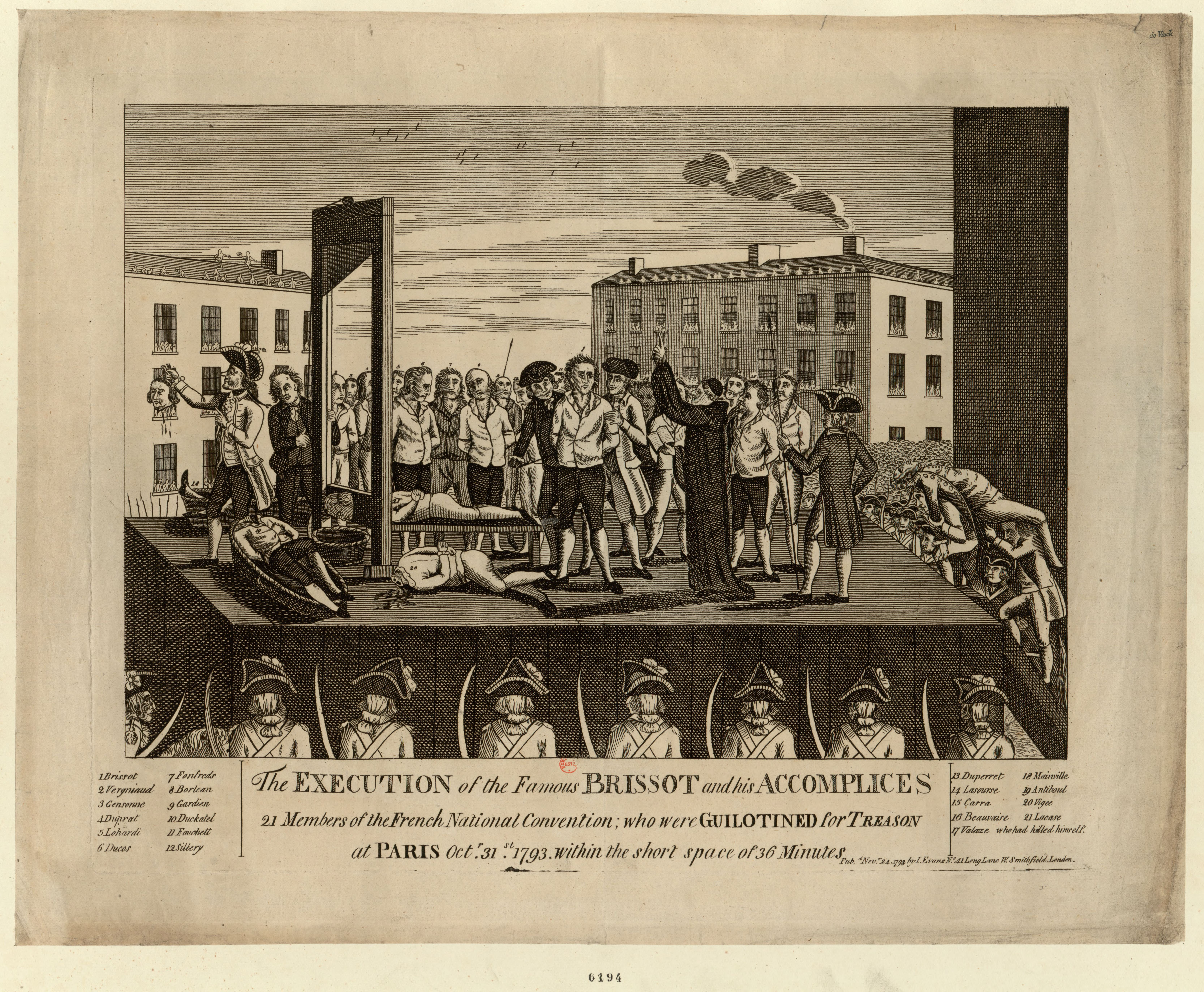
A execução do famoso Brissot e seus cúmplices, 1794. Paris, Bnf.

## Montanheses, Jacobinos e Sans-Culottes
A relação entre os jacobinos, montanheses e sans-culottes passou a se dar de forma mais conjunta a partir da expulsão dos girondinos da Convenção, os quais dirigiam a organização revolucionária no início de Junho de 1793. Sob pressão dos sans-culottes e da Guarda Nacional, os montanheses expulsaram os deputados girondinos e a partir desse momento, a direção da organização revolucionária ficou sob a aliança dos jacobinos e sans-culottes. A organização do governo revolucionário por esses grupos se deu para “disciplinar o ímpeto popular e conservar a aliança burguesa”, pois as massas populares fizeram pressão para serem aprovadas as grandes medidas de salvação pública e naquele momento era necessário que se mantivesse uma unidade revolucionária.

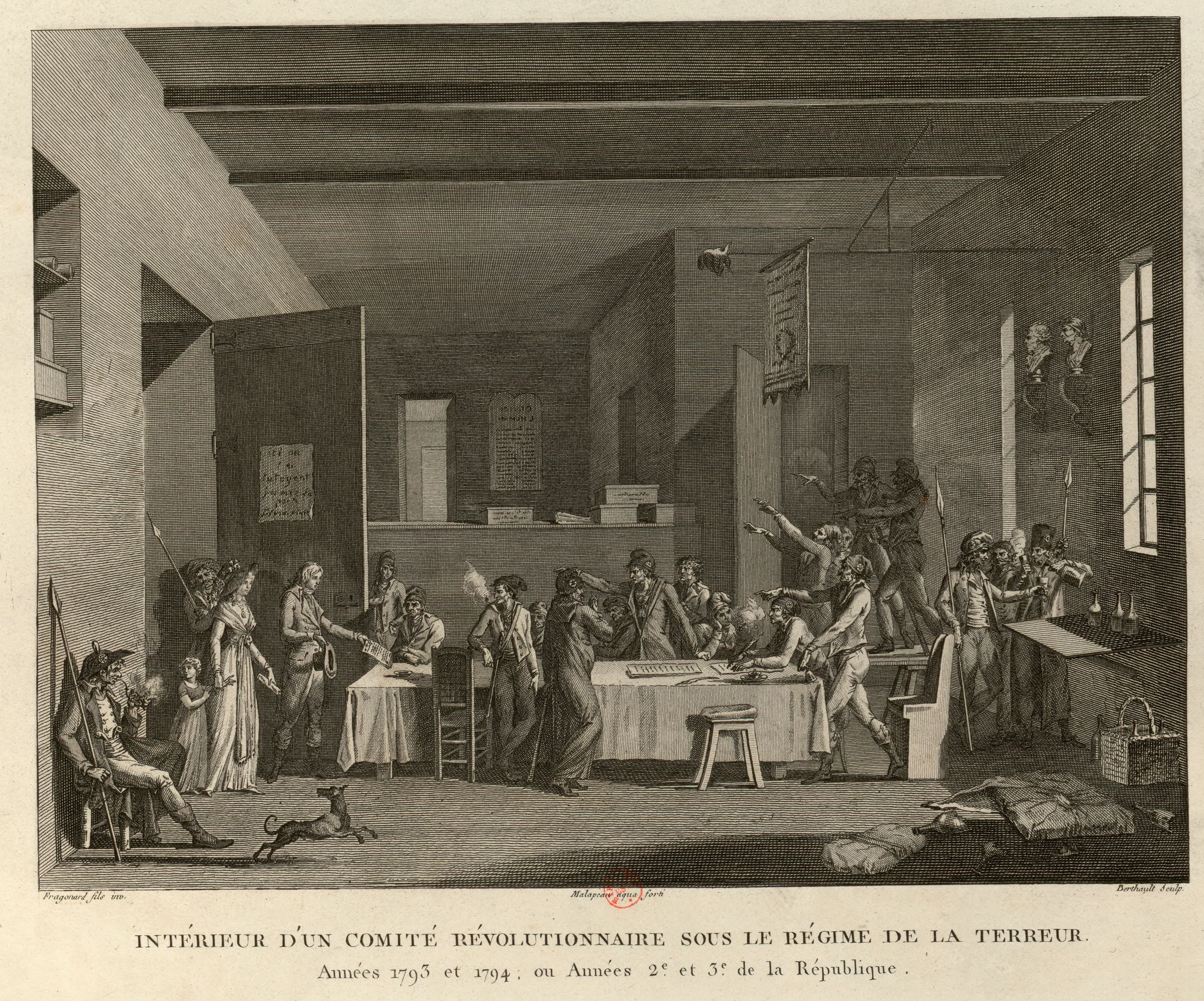
Berthault, Pierre-Gabriel. Interior de um Comitê Revolucionário sob o regime do Terror: anos 1793 e 1794, ou anos 2.e e 3.e da República. 1797. Paris, Bnf.

A partir do ano II deste governo revolucionário aparecem duas séries de problemas: O primeiro de ordem política era “como conciliar o comportamento próprio aos sans-culottes com as exigências da ditadura revolucionária e as necessidades da defesa nacional?”. E o segundo de ordem social, que consistia em “como conciliar as aspirações e reivindicações econômicas dos sans-culottes com as exigências da burguesia que permanece o elemento dirigente da Revolução?”. Por conseguinte, a pressão das massas populares fez com que fossem aprovadas as grandes medidas revolucionárias, como a implementação do terror, a taxação do preço máximo para os gêneros alimentícios e uma economia dirigida. Para o governo revolucionário a implementação do terror evitaria a ação direta do povo e permitiria o controle sobre suas manifestações de violência.  
Desse modo, as liberdades de ação do movimento popular foram sufocadas pela autoridade governamental. A prioridade do Comitê de Salvação Pública passou a ser as exigências da Defesa Nacional. No outono de 1793 era perceptível a vontade do Comitê de Salvação Pública de se distanciar das massas populares, principalmente com a suspensão da descristianização e com os ataques às organizações populares. Assim, a relação entre esses grupos evidenciava uma crise política que viria a trazer consequências para a organização popular, para o governo revolucionário e para a Revolução.

## Da luta de facções ao Termidor

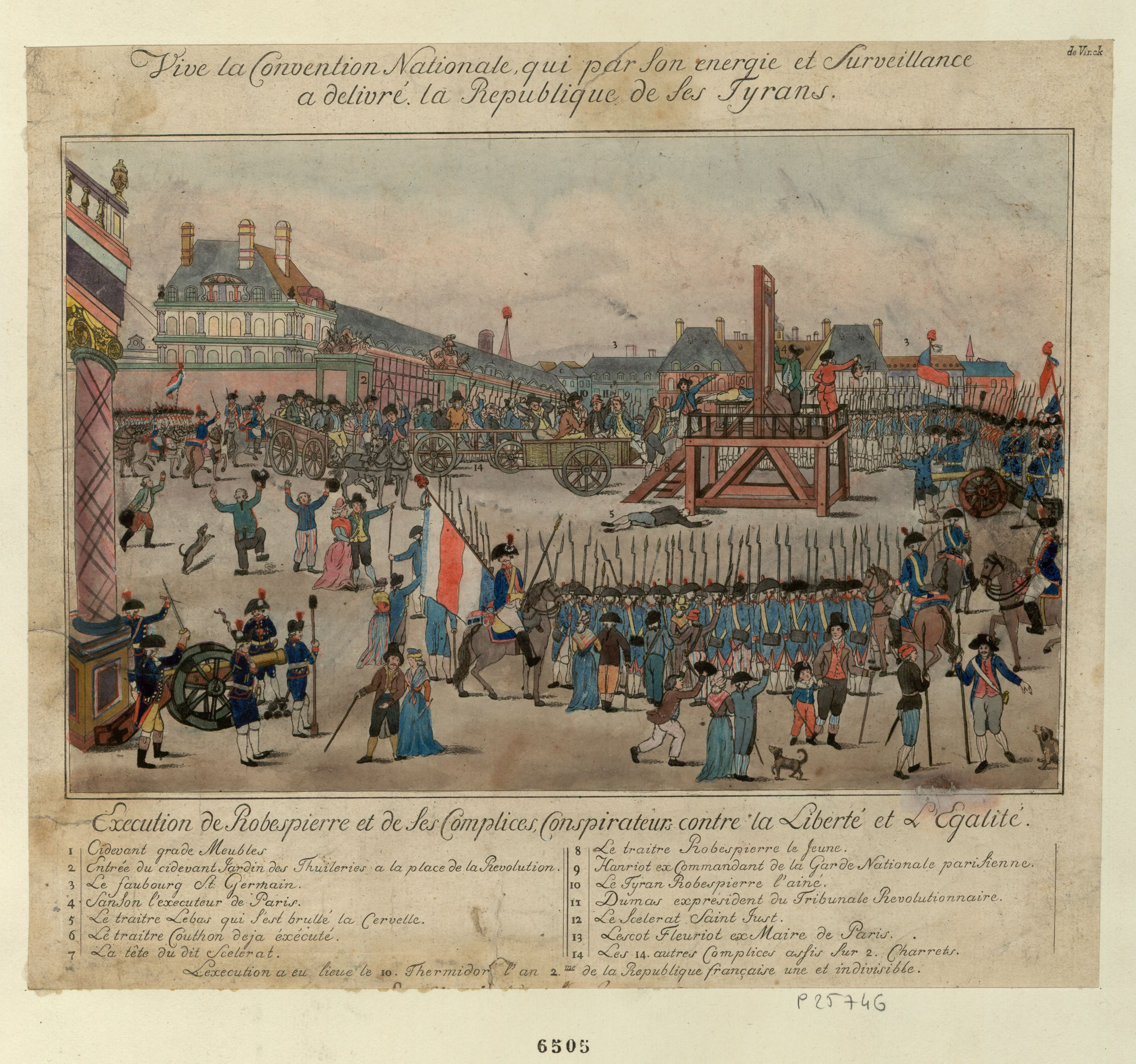
Execução de Robespierre e seus cúmplices. Paris, Bnf.

Com os hebertistas clamando por uma nova insurreição e tendo fracassado qualquer tentativa de apaziguamento, o governo revolucionário prendeu, na noite de 03 de março de 1794 (13-14 Ventoso do Ano II), Hérbert e as principais figuras do Clube dos Cordeliers. Todos foram condenados à morte e executados vinte dias depois, em 24 de março de 1794. Na sequência, foi a vez dos "indulgentes" — que faziam campanha para derrubar o governo, acabar com o Terror e negociar uma paz rápida com a coalizão de monarquias. Presos, foram condenados à morte em 05 de abril de 1794 (4 Germinal do Ano II) e guilhotinados.

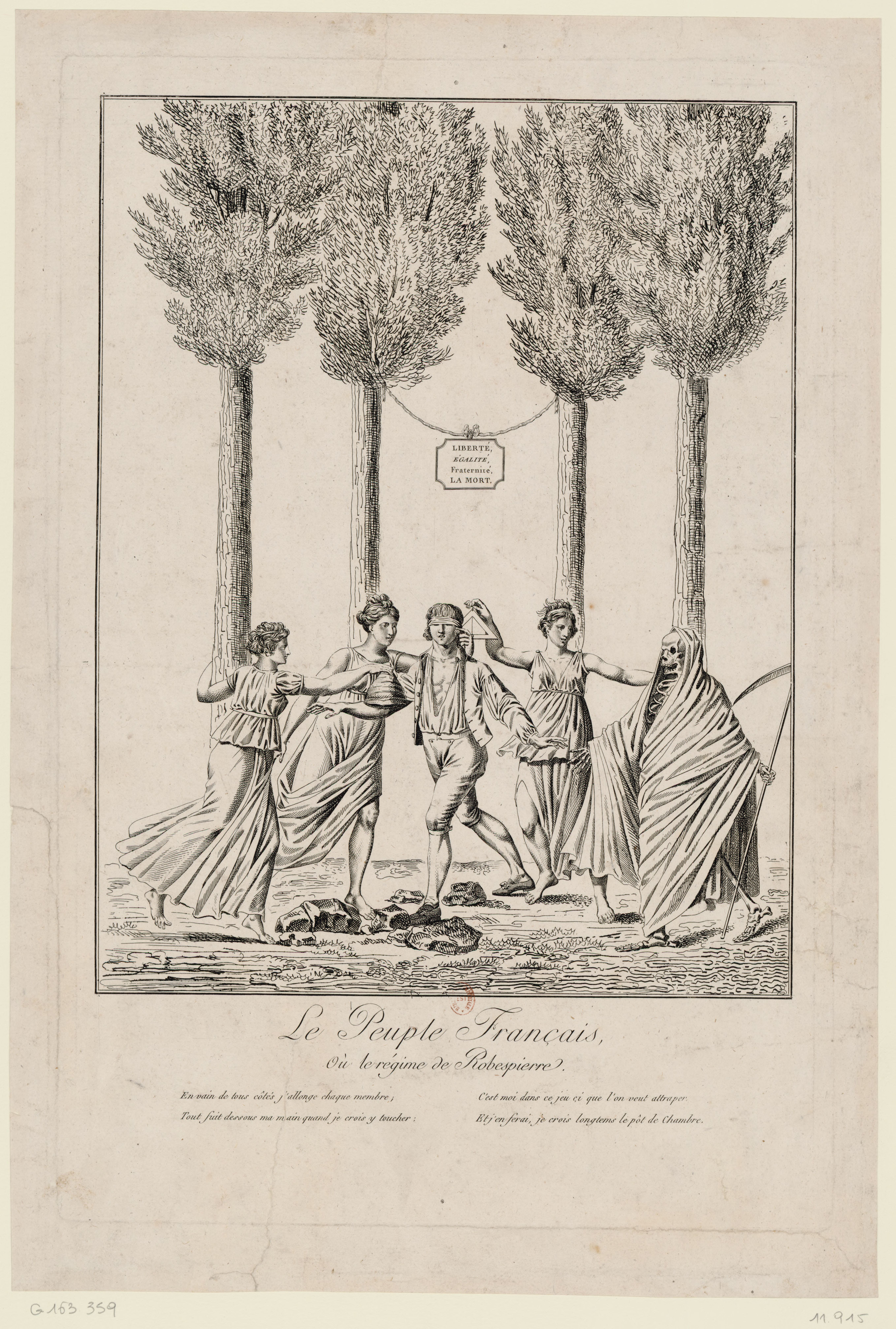
Chataignier, Alexis. O povo francês, onda do regime de Robespierre. Paris, Bnf.

O Terror tomou proporções absurdas, mas foi bem sucedido para a vitória da Revolução contra a invasão estrangeira e as revoltas monarquistas. O período do Terror chegou ao fim em 1794, quando uma coalizão entre os sobreviventes das antigas facções e a Planície resolveu eliminar Robespierre e seus partidários. Após a queda de Maximilien de Robespierre em 27 de julho de 1794, os montanheses (que se qualificavam de "Montanheses do Ano III", em contraposição aos "Montanheses Dantonistas"), cada vez menos numerosos, tentaram opor-se à Convenção Termidoriana mas em vão e foram em grande parte perseguidos e executados. Sob a Segunda República, os deputados extremistas (Armand Barbès, Alexandre-Auguste Ledru-Rollin) retomaram o nome de Montanha para designar seu grupo político, enquanto que os realistas legitimistas mais exaltados, partidários de "um apelo ao povo" e convencidos de que o sufrágio universal terminaria por restabelecer a monarquia, adotou o nome de "Montanha Branca".